# Раунен
Раунен (нем. Rhaunen) — община в Германии, в земле Рейнланд-Пфальц. 
Входит в состав района Биркенфельд. Подчиняется управлению Раунен.  Население составляет 2221 человек (на 31 декабря 2010 года). Занимает площадь 10,75 км².